# Église Saint-Joseph de Clermont-Ferrand
L'église Saint-Joseph de Clermont-Ferrand est une église française à Clermont-Ferrand, dans le Puy-de-Dôme. Commencée en 1882 par l'architecte Amable Barnier, elle est inscrite monument historique depuis le 3 décembre 2001.
L'église Saint-Joseph de Clermont-Ferrand est une église catholique qui a été construite entre 1882 et 1901 à Clermont-Ferrand.